# Samariscus leopardus
Samariscus leopardus är en fiskart som beskrevs av Voronina 2009. Samariscus leopardus ingår i släktet Samariscus och familjen Samaridae. Inga underarter finns listade i Catalogue of Life.